# FFP-masker

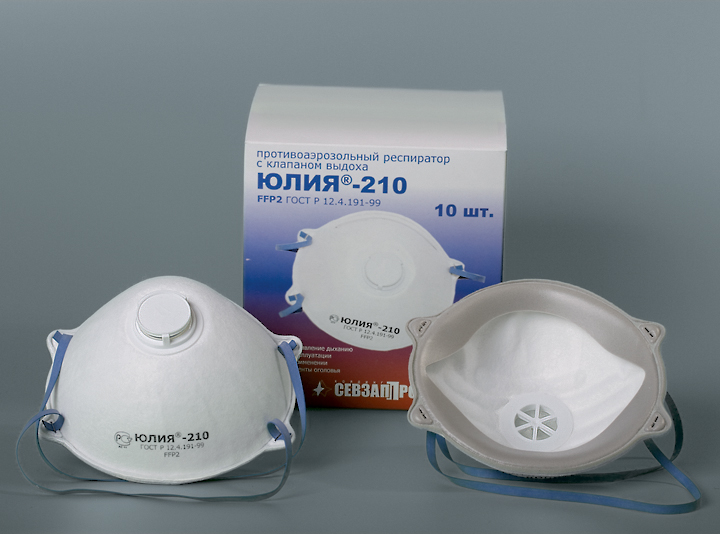
FFP2-maskers

Een FFP-masker (Engels: Filtering Face Piece) is een ademhalingsbeschermingsmasker dat dient ter bescherming van de drager tegen, onder andere, stofdeeltjes en virussen in de lucht. De EN 149-norm definieert drie klassen van filterefficiëntie voor deze maskers, namelijk FFP1, FFP2 en FFP3.
Het masker is een mond-neusmasker, dat wil zeggen dat het de neus en mond beschermt. Het masker dient te voldoen aan bepaalde normen en aan effectiviteitstests. De werkzaamheid wordt beoordeeld aan de hand van de filtratiesnelheid (filterpenetratie, ook wel efficiëntie genoemd), maar ook de mate van lekkage langs de randen. Het masker dient hierbij correct op het gezicht te worden afgesteld.
Dit type masker beschermt, in tegenstelling tot het chirurgisch mondmasker, de drager tegen het inademen van besmettelijke agentia of verontreinigende stoffen in de vorm van in de lucht zwevende druppeltjes of kleine vaste deeltjes.  Deze maskers worden niet getest op het tegenhouden van virussen, maar filteren deeltjes die even groot zijn als de druppels die virussen transporteren.

## Categorieën
De categorieën verschillen qua mate van randlekkage en filtermediumlekkage.

### FFP1-masker
Het is het minst filterende masker van de drie.
- Percentage aerosolfiltratie: Minimaal 80%.
- Inwaartse lekkage (TIL, randlekkage plus het filtermediumlekkage): Maximaal 22%.[3]

Het wordt voornamelijk gebruikt als stofmasker (bijvoorbeeld voor doe-het-zelfklussen). Stof kan longziekten veroorzaken, zoals silicose, antracose, asbestose en siderose (meer in het bijzonder stof van steenkool, silica, ijzererts, zink, aluminium of zelfs cement ).
Fabrikanten gebruiken gele elastische banden om dit type te identificeren.

### FFP2-masker
- Percentage aerosolfiltratie: Minimaal 94%.
- Inwaartse lekkage: Maximaal 8%.[3]

Dit masker biedt bescherming op verschillende gebieden zoals de glasindustrie, gieterij, bouw, farmaceutische industrie en landbouw. Het stopt effectief poedervormige chemicaliën. Dit masker kan ook dienen als bescherming tegen griepvirussen zoals aviaire influenza of ernstig acuut respiratoir syndroom gekoppeld aan het coronavirus (SARS), maar ook tegen de bacteriën van longpest en tuberculose.
Fabrikanten gebruiken witte of blauwe elastische banden om dit type te identificeren.

### FFP3-masker

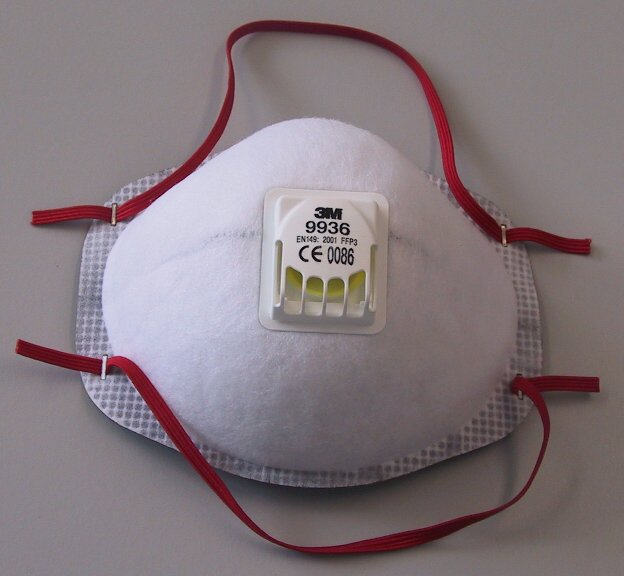
Een FFP3-masker met een uitademventiel

- Percentage aerosolfiltratie: Minimaal 99% voor EN 149-FFP3. En 99,95% voor EN 143-P3.[5]
- Inwaartse lekkage: Maximaal 2%.[3]

Het FFP3-masker is het meest filterende van de FFP-maskers. Het beschermt tegen zeer fijne deeltjes zoals asbest en keramiek. Het beschermt niet tegen gassen zoals stikstofoxiden.
Fabrikanten gebruiken rode elastische banden om dit type te identificeren.

## Uitademventiel
De maskers kunnen voorzien zijn van een uitademventiel/-klep om het comfort te verbeteren tijdens het ademen. Dankzij de uitademing die door een ventielklep makkelijker gaat, condenseert het vocht dat de uitgeademde lucht bevat minder in het masker en zal het minder snel neerslaan in het filter. Het voorkomt dat het filter minder doorlaatbaar wordt, en onaangenaam om te dragen. De toevoeging van een ademventiel brengt echter het risico met zich mee dat het minder goed functioneert. Hiermee verhoogt een ventiel het risico op infiltratie van het virus of giftig stof. Voor FFP3 verdient het gebruik van een ventiel/klep de voorkeur, omdat deze zeer dikke filterlagen heeft, wat het ademen bemoeilijkt. Daarom worden de meeste van deze maskers aangeboden met een geïntegreerd ventiel. Voor FFP-maskers geldt een maximum voor de uitademingsademhalingsweerstand van 3.0 mbar.

## Correct gebruik
Het masker moet zo dicht mogelijk tegen het gezicht aanzitten; een metalen lipje maakt het mogelijk om het masker aan de neusbrug aan te passen. Een baard wordt niet aanbevolen en de elastieken moeten door een knoop worden ingekort voor jonge kinderen.
Als bescherming tegen infectieziekten is het alleen effectief in combinatie met veelvuldig en effectief handen wassen, met zeep. Handen dienen grondig te worden gewassen voordat het masker wordt opgezet. Het masker mag niet aangeraakt worden tijdens gebruik (of de handen dienen onmiddellijk gewassen te worden). Het masker dient vervangen te worden wanneer het nat is. Het moet worden verwijderd door het van de achterkant te nemen zonder de voorkant van het masker aan te raken en vervolgens in een geschikte gesloten container te gooien voordat opnieuw de handen worden gewassen.
In maart 2020, ten tijde van de coronacrisis in Nederland en schaarste aan mondkapjes, publiceerde het RIVM een (beknopt) advies hoe FFP-maskers die oorspronkelijk voor eenmalig gebruik zijn gecertificeerd, gesteriliseerd en hergebruikt konden worden.

## Normen
FFP-maskers moeten aan bepaalde normen voldoen. Om als FFP te kwalificeren, moeten de maskers voldoen aan de NEN-EN 149-norm.

### NEN-EN 149-norm
Deze Europese norm legt de minimumkenmerken van adembeschermingsapparatuur vast. Het omvat laboratoriumtests, praktijktests en bepaalde vereisten om de conformiteit van de maskers te garanderen. De volgende punten worden geanalyseerd:
- Verpakking
- Materialen: weerstand tegen manipulatie
- Praktische prestatietest
- Totale inwaartse lekkage (TIL): totale lekkage van de randlekkage en het filtermediumlekkage

Er wordt getest volgens de norm NEN-EN 149 met deeltjes met een afmeting van ongeveer 0,4-0,6µm en moeten voldoen aan de Europese Verordening Persoonlijke beschermingsmiddelen: Verordening (EU) 2016/425.
Er zijn enkele Europese organisaties die een certificaat afgeven dat de conformiteit bevestigt en de kenmerken van de producten specificeert:
- INRS dan APAVE in Frankrijk
- INSPEC in Groot-Brittannië
- FACHAUSSCHUSS in Duitsland

### 2009-versie van norm NEN-EN 149
Met de publicatie van de 2009-versie van de norm is de aanduiding van het ademhalingsbeschermingsmasker nu "deeltjesfilterend halfmasker". De afkorting NR of R wordt toegevoegd na FFP1, FFP2, FFP3:
1. NR (niet herbruikbaar): indien het gebruik van het filterende halfgelaatsmasker beperkt is tot één werkdag. Het is niet herbruikbaar.
2. R (herbruikbaar): indien het filterende halfgelaatsmasker meer dan één werkdag kan worden gebruikt. Het is dus herbruikbaar.

Indien nodig moet de letter D worden toegevoegd wanneer het halfmasker de dolomiet- stoftest met succes heeft doorstaan (de levensduur kan dan 8 overschrijden h). Voorbeeld: FFP3 NR D.
De aanwezigheid van een klep kan worden aangegeven met de letter V. De letters S of L specificeren respectievelijk de filtratie van vast of vloeibaar stof.
Maskers die zijn vervaardigd voordat rekening werd gehouden met de nieuwe norm, hebben mogelijk nog de oude markering.

### Wettelijke vermeldingen
FFP-ademhalingsmaskers zijn persoonlijke beschermingsmiddelen (PBM) en moeten voldoen aan de eisen van het Warenwetbesluit persoonlijke beschermingsmiddelen 2018 en de Europese Verordening (EU) 2016/425.
De volgende gegevens moeten op elk masker zijn aangebracht*:
1. Naam, handelsnaam of merk van de fabrikant;
2. Postadres van de fabrikant waarop met hen contact kan worden opgenomen;
3. Een type-, partij- of serienummer, of een ander identificatiemiddel;
4. CE-markering + 4-cijferige identificatienummer van de aangemelde instantie die regelmatige productcontroles onder toezicht uitvoert of het kwaliteitssysteem heeft goedgekeurd en dit jaarlijks audit;
5. EN 149: 2009 + de maskerklasse (FFP1, FFP2 of FFP3) + acroniem (NR of R)

De markering moet voldoen aan Verordening (EU) 2016/425 betreffende PBM. Als een van deze vermeldingen ontbreekt, wordt het masker als niet-conform beschouwd.
*: Als aanbrengen van deze gegevens op het mondneusmasker niet mogelijk is, mogen zij op de verpakking of op een bij het mondneusmasker gevoegd document worden vermeld. Hierbij moet het gaan om een deugdelijke onderbouwing van de fabrikant waarom het niet mogelijk is de gegevens op het mondneusmasker aan te brengen. Economische overwegingen zijn doorgaans geen geldige reden. 